# In These Arms
In These Arms is een nummer van de Amerikaanse rockband Bon Jovi. Het is het vierde nummer van het album Keep the Faith uit november 1992. Op 6 april 1993 werd het nummer op single uitgebracht.

## Achtergrond
De single werd wereldwijd een hit en bereikte in Litouwen zelfs de nummer 1-positie. In thuisland de Verenigde Staten werd een 27e positie in de Billboard Hot 100 behaald. In Canada werd de 6e positie bereikt, in Australië de 10e, in Duitsland de 14e en in het Verenigd Koninkrijk de 9e positie in de UK Singles Chart.
In Nederland was de single in week 17 van 1993 Alarmschijf en bereikte de 8e positie in de Nederlandse Top 40 en de 7e positie in de destijds nieuwe publieke hitlijst op Radio 3; de Mega Top 50.
In België behaalde de single de  12e positie in de Vlaamse Radio 2 Top 30 en de 22e positie in de voorloper van de Vlaamse Ultratop 50.

## Tracklist
1. In These Arms 5:19
2. Bed Of Roses (Acoustic) 4:20
3. In These Arms (Recorded Live at The Bon Jovi Christmas Concert December 1992 in The Count Basie Theatre, Red Bank, NJ) 5:58
4. Keep The Faith (Recorded Live at The Bon Jovi Christmas Concert December 1992 in The Count Basie Theatre, Red Bank, NJ) 6:38

## Hitnoteringen

### Nederlandse Top 40
| "In These Arms" in de Nederlandse Top 40 -- binnen: 01-05-1993 | "In These Arms" in de Nederlandse Top 40 -- binnen: 01-05-1993 | "In These Arms" in de Nederlandse Top 40 -- binnen: 01-05-1993 | "In These Arms" in de Nederlandse Top 40 -- binnen: 01-05-1993 | "In These Arms" in de Nederlandse Top 40 -- binnen: 01-05-1993 | "In These Arms" in de Nederlandse Top 40 -- binnen: 01-05-1993 | "In These Arms" in de Nederlandse Top 40 -- binnen: 01-05-1993 | "In These Arms" in de Nederlandse Top 40 -- binnen: 01-05-1993 | "In These Arms" in de Nederlandse Top 40 -- binnen: 01-05-1993 | "In These Arms" in de Nederlandse Top 40 -- binnen: 01-05-1993 |
| Week                                                           | 1                                                              | 2                                                              | 3                                                              | 4                                                              | 5                                                              | 6                                                              | 7                                                              | 8                                                              | 9                                                              |
| -------------------------------------------------------------- | -------------------------------------------------------------- | -------------------------------------------------------------- | -------------------------------------------------------------- | -------------------------------------------------------------- | -------------------------------------------------------------- | -------------------------------------------------------------- | -------------------------------------------------------------- | -------------------------------------------------------------- | -------------------------------------------------------------- |
| Nummer                                                         | 29                                                             | 15                                                             | 11                                                             | 8                                                              | 8                                                              | 12                                                             | 16                                                             | 30                                                             |                                                                |

### Mega Top 50
| "In These Arms" in de Mega Top 50 -- binnen: 01-05-1993 | "In These Arms" in de Mega Top 50 -- binnen: 01-05-1993 | "In These Arms" in de Mega Top 50 -- binnen: 01-05-1993 | "In These Arms" in de Mega Top 50 -- binnen: 01-05-1993 | "In These Arms" in de Mega Top 50 -- binnen: 01-05-1993 | "In These Arms" in de Mega Top 50 -- binnen: 01-05-1993 | "In These Arms" in de Mega Top 50 -- binnen: 01-05-1993 | "In These Arms" in de Mega Top 50 -- binnen: 01-05-1993 | "In These Arms" in de Mega Top 50 -- binnen: 01-05-1993 | "In These Arms" in de Mega Top 50 -- binnen: 01-05-1993 | "In These Arms" in de Mega Top 50 -- binnen: 01-05-1993 | "In These Arms" in de Mega Top 50 -- binnen: 01-05-1993 |
| Week                                                    | 1                                                       | 2                                                       | 3                                                       | 4                                                       | 5                                                       | 6                                                       | 7                                                       | 8                                                       | 9                                                       | 10                                                      | 11                                                      |
| ------------------------------------------------------- | ------------------------------------------------------- | ------------------------------------------------------- | ------------------------------------------------------- | ------------------------------------------------------- | ------------------------------------------------------- | ------------------------------------------------------- | ------------------------------------------------------- | ------------------------------------------------------- | ------------------------------------------------------- | ------------------------------------------------------- | ------------------------------------------------------- |
| Nummer                                                  | 27                                                      | 8                                                       | 7                                                       | 9                                                       | 12                                                      | 17                                                      | 21                                                      | 27                                                      | 31                                                      | 32                                                      | 36                                                      |

### NPO Radio 2 Top 2000
| Nummer met noteringen in de NPO Radio 2 Top 2000 | '14  | '15  | '16  | '17  | '18  | '19  | '20  | '21  | '22  | '23  | '24  |
| ------------------------------------------------ | ---- | ---- | ---- | ---- | ---- | ---- | ---- | ---- | ---- | ---- | ---- |
| In These Arms                                    | 1559 | 1580 | 1586 | 1657 | 1511 | 1483 | 1394 | 1466 | 1470 | 1644 | 1933 |

1. ↑  Een vetgedrukt getal geeft de hoogste notering aan.
2. ↑  2014 was het eerste jaar met een notering voor dit nummer.